# Bejsužëk Levyj
Il Bejsužëk Levyj (in russo Бейсужёк Левый?; conosciuto anche come Bejsužëk Južnyj, Бейсужёк Ю́жный) è un fiume della Russia europea meridionale, tributario di sinistra del Bejsug. Scorre nel Territorio di Krasnodar.
Il fiume scorre nella zona della steppa černozëm in direzione prevalentemente nord-occidentale e attraversa la città di Korenovsk. Quasi per tutta la sua lunghezza, il flusso del fiume è regolato in catene di stagni utilizzati per l'irrigazione e l'itticoltura. Sfocia nel Bejsug vicino a Brjuchoveckaja. La lunghezza del fiume è di 161 km. L'area del bacino idrografico è di 1890 km².